# ديف غريفيثز
ديف غريفيثز (بالإنجليزية: Dave Griffiths)‏ هو لاعب كرة قدم بريطاني في مركز ظهير ‏، ولد في 25 مايو 1951 في ليفربول في المملكة المتحدة. لعب مع نادي ترانمير روفرز.